# 새빈
새빈 (㗷斌)은 대한민국 (大韓民國)의 가수이다.

## 프로필
- 직업: 가수
- 국적: 대한민국
- 신체: 171.7cm, 51kg
- 혈액형: A형
- 취미: 춤, 수영 , 피아노
- 특기: 노래, 첼로
- 활동: 방송, MC, 모델

## 음반
- 2017년 키위밴드M <Music shower>
- 2019년 새빈(Saebin) <Some Night>
- 2019년 새빈(Saebin) <Stay Here With Me>

## 수상
- 2017년 국제 K스타 어워즈(K-Star Awards) 케이팝(K-POP) 부문 신인상
- 2017년 대한치어리딩협회(Samcheok World Beach Open masters) 홍보대사
- 2018년 몽골 민족대학교(Mongolian National Unversity) 홍보대사
- 2019년 한국경제발전협동조합(KEDCO) 홍보대사
- 2019년 세계문화예술올림픽(WCAO) 홍보대사
- 2019년 제5회 대한민국 국민대상 표창
- 2019년 인터내셔널 슈퍼퀸 모델 선발대회(International SuperQueen Model Contest) 미스 선(善)
- 2019년 인터내셔널 슈퍼퀸 모델 선발대회(International SuperQueen Model Contest) 베스트 탤런트상